# Lago Olnie II
El lago Olnie II es un lago en la Argentina. Se encuentra ubicado en el departamenton Río Chico, en la provincia de Santa Cruz, Patagonia.

## Geografía
El lago, que se encuentra en la precordillera andina, se extiende de norte a sur por una distancia de cinco kilómetros y una altitud de 962 metros. Cubre un área de más o menos 5 km².
Se encuentra justo al pie (en las estribaciones orientales) del cerro Belgrano.
Su principal afluente es el lago Olnie I situado a menos de 2 kilómetros al sur. Ambos lagos son alimentados principalmente por el deshielo y precipitaciones de la ladera este del cerro Belgrano (de 1961 metros de altura).
El lago es el centro de un sistema endorreico que comprende varios componentes:
- un área de flujo (el cerro Belgrano).
- uno o más cuerpos de agua conectados por un emisario de la cadena en común.
- una laguna de descarga que recoge el exceso de agua durante las inundaciones.

El efluente del lago es el río Olnie o río Olin, que comienza en la costa oriental. Se elimina el agua de la inundación del lago Olnie II hacia el noreste, donde se alimenta de la laguna de los Cisnes. luego sigue funcionando intermitentemente a una laguna de agua salada, por lo general seca, la laguna Oline. Este sistema permite el vaciado regular de la laguna, y así evitar la sal se acumule.